# Подоловский сельский совет (Харьковская область)
Подоловский сельский совет — входит в состав Барвенковского района Харьковской области Украины.
Административный центр сельского совета находится в селе Подоловка.

## История
- 1963 — дата образования.

## Населённые пункты совета
- село Подоловка
- село Архангеловка
- село Благодатное
- село Даниловка
- село Александровка
- поселок Языково

## Ликвидированные населённые пункты
- село Малая Андреевка